# Korzenie Europy
Korzenie Europy – seria książek wydawana przez Wydawnictwo Naukowe PWN dotycząca dziejów średniowiecza. Ukazuje się od 2006 roku. 

## Książki wydane w serii
- Elizabeth M. Hallam, Judith Everard, Francja w czasach Kapetyngów 987-1328, tł. Urszula Kowalczyk, red. nauk. wyd. pol. Jerzy Pysiak, Warszawa: Wydawnictwo Naukowe PWN 2006.
- Roger Collins, Hiszpania w czasach Wizygotów 409-711, tł. Jacek Lang, Warszawa: Wydawnictwo Naukowe PWN 2007.
- Michael McCormick, Narodziny Europy: korzenie gospodarki europejskiej: 300-900, tł. Arkadiusz Bugaj, Warszawa: Wydawnictwo Naukowe PWN 2007 (wyd. 2 skrócone - 2009).
- Friedrich Prinz, Niemcy - narodziny państwa: Celtowie, Rzymianie, Germanie, tł. Dorota Fałkowska, Warszawa: Wydawnictwo Naukowe PWN 2007.
- Jean-Claude Maire Vigueur, Rycerze i mieszczanie: wojna, konflikty i społeczeństwo w średniowiecznych Włoszech  XII-XIII wiek, tł. Anna Gabryś, Warszawa: Wydawnictwo Naukowe PWN 2008.
- Ian S. Wood, Królestwa Merowingów: władza, społeczeństwo, kultura 450-751, tł. Mateusz Wilk, Warszawa: Wydawnictwo Naukowe PWN 2009.
- Barbara Yorke, Królowie i królestwa Anglii w czasach Anglosasów 600-900, tł. Mateusz Wilk, Warszawa: Wydawnictwo Naukowe PWN 2009.
- Stefan Weinfurter, Niemcy w średniowieczu 500-1500, tł. Agnieszka Gadzała, Warszawa: Wydawnictwo Naukowe PWN 2010.
- Angelo Forte, Richard Oram, Frederik Pedersen, Państwa Wikingów: podboje - władza - kultura wiek IX-XI, tł. Maciej Nowak-Kreyer, Warszawa: Wydawnictwo Naukowe PWN 2010.
- Michel Rouche, Attyla i Hunowie: ekspansja barbarzyńskich nomadów IV-V wiek, tł. Jakub Jedliński, Warszawa: Wydawnictwo Naukowe PWN 2011.
- James M. Murray, Brugia kolebka kapitalizmu 1280-1390, tł. Dorota Guzowska, Warszawa: Wydawnictwo Naukowe PWN 2011.
- Rosamond McKitterick, Królestwa Karolingów 751-987: władza, konflikty, kultura, tł. Bartosz Hlebowicz, Mateusz Wilk, Warszawa: Wydawnictwo Naukowe PWN 2011.
- Gerd Althoff, Potęga rytuału: symbolika władzy w średniowieczu, tł. Agnieszka Gadzała, Warszawa: Wydawnictwo Naukowe PWN 2011.
- Jerzy Strzelczyk, Longobardowie: ostatni z wielkiej wędrówki ludów V-VIII wiek, Warszawa: Wydawnictwo Naukowe PWN 2014.
- Jarosław Dudek, Chazarowie. Polityka, kultura, religia. VII-XI wiek, Warszawa: PWN 2016.
- Eduard Mühle, Słowianie. Rzeczywistość i fikcja wspólnoty. VI-XV wiek, tł. Joanna Janicka, Warszawa: PWN 2020.